# Manfred Fluß
Manfred Fluß (* 30. November 1943 in Forst (Lausitz)) ist ein deutscher Lehrer (Diplom-Mathematiker und Studienrat) und Bremer Politiker (SPD), unter anderem als Mitglied der Bremischen Bürgerschaft und Senator für Finanzen, und Kaufmann.

## Biografie

### Ausbildung und Beruf
Fluß wurde in Forst an der Neiße geboren. Nach seiner Flucht am Ende des Zweiten Weltkriegs wohnte er seit 1946 in Bremen. Im Jahr 1963 machte er sein Abitur am Alten Gymnasium in Bremen und absolvierte danach bis 1965 seinen Wehrdienst. Von 1965 bis 1971 studierte er Mathematik und Physik an den Universitäten Freiburg im Breisgau und Hamburg mit dem Abschluss als Diplom-Mathematiker. Von 1971 bis 1979 war er wissenschaftlicher Mitarbeiter, Referendar (Zweites Staatsexamen), Studienassessor in Niedersachsen und Bremen für Mathematik und Physik und freiberuflicher Dozent im Weiterbildungsbereich.
Während seiner Abgeordnetentätigkeit wurde er als Studienrat beurlaubt.

### Politik
1969 trat Fluß in die SPD in Bremen ein und nahm eine Vielzahl von ehrenamtlichen Tätigkeiten in den Gliederungen der SPD wahr.
Von 1971 bis 1999 war er als Abgeordneter Mitglied der Bremischen Bürgerschaft. Von 1974 bis 1991 war er Sprecher der Deputation Wissenschaft und Kunst und Mitglied der Deputationen für Bauwesen, Bildung und Sport. Außerdem war er wissenschafts-, kultur- und medienpolitischer Sprecher der SPD-Fraktion und Mitglied der SPD-Medienkommission auf Bundesebene. Er war Vorsitzender von vier gesetzgebenden Parlamentsausschüssen, und zwar für das Radio-Bremen-Gesetz (1979), das Landeshochschulgesetz, das Landesmediengesetz (verabschiedet 1988) und im Ausschuss Verfassungsreform (1993/1994). Von 1974 bis 1994 war er Mitglied im Rundfunkrat von Radio Bremen und von 1980  bis 1994 Mitglied im ARD-Fernsehprogrammbeirat.
Vom 29. Juni 1994 bis zum 4. Juli 1995 war er als Nachfolger von Volker Kröning (SPD) Senator für Finanzen im Senat Wedemeier III. Ihm folgte Senator Ulrich Nölle (CDU).

### Berufliche Tätigkeit außerhalb des Staatsdienstes
Seit 1986 ist Manfred Fluß Inhaber bzw. geschäftsführender Gesellschafter der Im- und Exportfirma Erhard Andreas GmbH, einem Unternehmen, das getrocknete Insekten und anderes Fisch- und Vogelfutter importiert.
Seit Dezember 1995 ist Fluß zudem geschäftsführender Gesellschafter der NTH Schifffahrts GmbH und mehrerer Schiffskommanditgesellschaften in Lilienthal bei Bremen.

### Ehrenamtliches Engagement
Seit 2001 ist er Vorsitzender des Kuratoriums der Nolting-Hauff-Stiftung und seit 2003 Vorstandsmitglied des Stiftungshauses Bremen e. V. Von 2001 bis 2014 war er Vorstandsvorsitzender der Conrad-Naber-Stiftung. Seit 2010 ist er Kuratoriumsmitglied der Stiftung der Universität Bremen und seit 2015 Kuratoriumsvorsitzender der Manfred und Ursula Fluß-Stiftung an der Universität Bremen.

### Privates
Manfred Fluß ist verheiratet mit Ursula Fluß, geborene Winter; sie haben zwei Kinder.